# Anórien
Anórien (que significa «tierra del Sol» en sindarin) es un lugar ficticio que pertenece al legendarium creado por el escritor británico J. R. R. Tolkien y que aparece en su novela El Señor de los Anillos. Es feudo del reino de Gondor, llamado también Sunlending por los rohirrim.

## Geografía
La región está situada al norte de las Montañas Blancas y al oeste del río Anduin. Limita al oeste y al norte con el reino de Rohan, por la Corriente del Meiring y el Entaguas respectivamente. En Anórien estaban emplazadas varias de las almenaras que se encendían en tiempos de guerra en las cimas de las montañas, y también Drúadan, el bosque en el que vivían los hombres salvajes o drúedain.

## Historia
En algún momento entre los años 2882 y 2914 de la Tercera Edad del Sol, el senescal Túrin II fortificó la isla de Cair Andros con el fin de proteger Anórien de los enemigos de Gondor. Durante la Guerra del Anillo, y más concretamente el 10 de marzo de 3019 T. E., un ejército llegado desde la Puerta Negra de Mordor tomó la fortaleza y consiguió entrar en la región, aunque pocos días después se retiró casi sin presentar batalla ante el acoso de los rohirrim y se refugió de nuevo en Cair Andros.